# Queqiao 2
Queqiao 2 (chinois : 鹊桥二号 ; pinyin : quèqiáo èr hào ; litt. « pont de pies 2 ») est un satellite relais de l'Administration spatiale nationale chinoise (CNSA), développé et construit par l'Académie chinoise de technologie spatiale (CAST), en orbite autour de la Lune. Son rôle est de servir de relai aux missions du programme Chang'e situées sur la face cachée et n'ayant donc pas de visibilité directe avec la Terre. Initialement imaginé pour faire partie de Chang'e 7, Queqiao 2 est finalement lancé peu avant la mission Chang'e 6 qui ramène des échantillons du bassin pôle Sud-Aitken sur la face cachée.
Basé sur un bus CAST 2000, Queqiao 2 est plus sophistiqué et trois fois plus lourd que son prédécesseur Queqiao lancé en 2018 et qui montrait des signes de vieillissement. Contrairement à ce dernier il n'est pas placé dans une orbite de Halo autour du point de Lagrange L2 du système Terre-Lune, mais dans une orbite elliptique gelée, c'est-à-dire qu'elle n'a pas besoin de correction de trajectoire pour se maintenir. Queqiao 2 dispose d'une antenne de 4,2 mètres de diamètre, et emporte également trois instruments scientifiques : une expérience VLBI (LOVEX), un détecteur de particules (GENA), et une caméra ultraviolet (EUC).
Deux petits satellites Tiandu 1 et Tiandu 2 sont lancés conjointement, leur rôle est de tester des technologies de navigation afin de préparer une future constellation de satellites relais en orbite autour de la Lune dans le cadre du projet de station de recherche lunaire internationale (ILRS).
Queqiao 2 est lancé le 20 mars 2024 par une fusée Longue marche 8 depuis la base de lancement de Wenchang sur l'île d'Hainan, et immédiatement injecté dans une orbite de transfert vers la Lune. Elle s'insère en orbite lunaire le 25 mars et établit avec succès les télécommunications avec Chang'e 4 et Chang'e 6. Les deux satellites Tiandu entrent le même jour en orbite lunaire puis se séparent afin de commencer les tests.

## Objectifs
L'objectif principal de Queqiao 2 est de servir de relai de télécommunication entre les atterrisseurs et rovers opérant sur la face cachée de la Lune et les stations terriennes. Cette face n'est jamais visible depuis la Terre en raison de la rotation synchrone de la Lune, les ondes radios étant bloquées par la Lune elle-même. Le satellite Queqiao lancé peu avant Chang'e 4 remplissait déjà ce rôle, mais son orbite autour du point de Lagrange L2 du système Terre-Lune n'est pas optimale pour les missions au pôle Sud de la Lune, et il arrive au bout de sa durée de vie prévue. Le premier objectif de Queqiao 2 est de jouer le rôle de relai pour la mission Chang'e 6 qui doit ramener des échantillons du bassin Apollo sur la face cachée de la Lune. Par la suite son orbite sera modifiée pour les missions Chang'e 7 et 8 qui visent toutes deux le pôle Sud. La CNSA propose également d'utiliser les services de Queqiao 2 pour les missions d'autres pays.
Par ailleurs Queqiao 2 emporte trois instruments qui participent au programme scientifique de la mission Chang'e 7. Leurs objectifs sont l'étude de la plasmasphère et de la magnétosphère terrestre, ainsi que la mise au point de système de navigation utilisant l'interférométrie à très longue base (VLBI).
Conjointement avec les deux satellites Tiandu 1 et 2, Queqiao 2 doit également aider à la mise au point de technologies pour une future constellation de satellites relais dans l'environnement cis-lunaire.

## Caractéristiques techniques
Queqiao 2 utilise un bus CAST 2000 d'une masse de 1 200 kg, plus grand que le bus CAST 100 utilisé comme base de son prédécesseur Queqiao. L'énergie électrique est fournie par deux panneaux solaire pour une puissance totale de 1 350 W, stockée dans une batterie d'une capacité de 135 Ah et délivrée avec une tension de 30,5 V. Le satellite est doté d'une antenne principale parabolique et déployable grand gain de 4,2 m de diamètre communiquant en bande X avec les sondes spatiales à la surface de la Lune, et d'une antenne omnidirectionnelle faible gain en bande UHF. Une autre antenne parabolique de 0,6 m de diamètre est utilisée pour communiquer en bande S et Ka avec les stations au sol. La propulsion est assurée par 20 moteurs de 20 N pour les manœuvres orbitales et le maintien, ainsi que 8 petits moteurs de 5 N et 4 de 1 N pour le contrôle d'attitude. Le satellite est stabilisé trois axes avec une précision de pointage supérieure à 0,03°. Tous les propulseurs utilisent de l'hydrazine comme monergol, stockée dans un unique réservoir de 606 L pour une masse totale d'ergol de 488 kg au décollage,.

### Instruments scientifiques
Queqiao 2 est par ailleurs équipé de trois instruments scientifiques :
- LOVEX (Lunar Orbit VLBI Experiment) est une expérience d'interférométrie à très longue base (VLBI) dont l'objectif est d'améliorer le calcul du positionnement et de l'orbite des engins spatiaux dans l'espace profond, ainsi que de réaliser des observations d'astrométrie et d'astrophysique. L'instrument fonctionne en bande X[3].
- GENA (Grid-based Energetic Neutral Atom imager) est un détecteur de particule dont l'objectif est d'observer la plasmasphère et la queue de la magnétosphère terrestre. L'instrument est conçu pour détecter les atomes d'hydrogène de 4 keV à 200 keV et d'oxygène de 8 keV à 250 keV, avec une précision entre 1 keV et 10 keV[3].
- EUC (Extreme Ultraviolet Camera) est une caméra ultraviolet dont l'objectif est d'étudier la morphologie de la plasmaphère terrestre et les caractéristiques de la distribution de l'hélium et des ions d'oxygène dans l'environnement spatial proche de la Terre. L'instrument fonctionne avec deux longueurs d'onde centrale de 30,4 ± 0,5 nm et de 83,4 ± 2,0 nm, et des largeurs de bande inférieures à 5 nm et à 23 nm respectivement. La résolution angulaire est supérieure à 0,3°[3].

### Satellites Tiandu 1 et 2
Queqiao 2 est lancé conjointement avec deux petits satellites Tiandu 1 et 2 chargé de conduire des tests de navigation et de télécommunication en vue d'un projet de constellation de satellite en orbite lunaire. Le petit satellite Tiandu 1 d'une masse de 61 kg emporte un système de télécommunication double-bande Ka et un rétroréflecteur laser. Tiandu 2 est un satellite de seulement 15 kg équipé de systèmes de télécommunication et de navigation. Les tests comprennent des télémesures micro-onde entre les deux satellites, et de télémesures lasers avec le sol.

## Déroulement de la mission
Queqiao 2 et les satellites Tiandu 1 et 2 sont lancés le 20 mars 2024 à 00:31 UTC à bord d'une fusée Longue March 8 depuis la base de lancement de Wenchang sur l'île d'Hainan. La CNSA confirme 40 minutes plus tard le succès du lancement et le bon déploiement des panneaux solaires, les trois satellites sont alors dans une orbite de transfert vers la Lune de 200 × 420 000 kilomètres. Après 112 heures de transit, le 25 mars à 16:46 UTC à une altitude de 440 kilomètres au dessus de la surface de la Lune, Queqiao allume son moteur principal pendant 19 minutes afin de diminuer sa vitesse et s'insère dans une orbite initiale de 200 × 100 000 kilomètres. Les satellites Tiandu réalisent leur propre insertion le même jour à 17:43 UTC. Queqiao 2 atteint finalement l'orbite prévue de périodicité 24 heures le 2 avril, puis réalise avec succès des tests de communications avec Chang'e 4 le 6 avril, puis avec Chang'e 6 les 8 et 9 avril. Les deux satellites Tiandu atteignent leur orbite finale le 29 mars et se séparent le 3 avril, avant de commencer leurs tests de navigation. Ils circulent sur la même orbite gelée à une distance d'environ 200 kilomètres l'un de l'autre. Après la mission Chang'e 6, Queqiao 2 doit entrer dans une orbite définitive de 300 × 8 600 kilomètres et d'inclinaison 54,8° qu'il parcourt en 12 heures, dont 8 heures de communication entre les missions sur la Lune et le contrôle au sol.